# Петра Морсбах
Петра Морсбах (на немски: Petra Morsbach) е немска писателка, автор на романи, есета и проза.

## Биография
Петра Морсбах е родена през 1956 г. в Цюрих като дъщеря на дипломиран инженер и лекарка.
Полага матура през 1975 г. в Щарнберг и до 1981 г. следва театрознание, психология и славистика в Мюнхенския университет Лудвиг-Максимилиан, а през 1981/1982 г. – режисура в Държавния институт по театър, музика и кинематография в Ленинград.
През 1983 г. защитава в Мюнхен докторска дисертация върху творчеството на Исак Бабел.
Десет години Морсбах работи като драматург и режисьор във Фрайбург, Улм и Бон и създава над 20 постановки главно в музикалния театър.
Първият ѝ роман „Изведнъж настава вечер“ („Plötzlich ist es Abend“) е публикуван през 1995 г. След това Морсбах заживява като писателка на свободна практика край Щарнбергското езеро.

## Творчество
Наред със седемте си романа Петра Морсбах се изявява като полемична есеистка. В книгата си „Защо госпожица Лаура бе любезна. За истината при разказването“ („Warum Fräulein Laura freundlich war. Über die Wahrheit des Erzählens“) тя разглежда феномена, че нашият език сякаш знае повече от човека и поставя под въпрос каноничното тълкуване на три прочути произведения от Алфред Андерш, Марсел Райх-Раницки и Гюнтер Грас.
От 1999 г. Петра Морсбах е член на немския ПЕН клуб, а от 2004 – на Баварската академия за изящни изкуства. През 2013 г. получава баварската литературна награда „Жан Паул“ като признание за цялостното ѝ творчество.

## Награди и отличия
- 2001: „Награда Марилуизе Флайсер“ на град Инголщат
- 2004: Internationales Künstlerhaus Villa Concordia in Bamberg
- 2005: Johann Friedrich von Cotta-Literatur- und Übersetzerpreis der Landeshauptstadt Stuttgart
- 2007: „Литературна награда на Фондация „Конрад Аденауер““
- 2007: Casa Baldi in Latium
- 2012: „Награда Инзелшрайбер“, Зюлт
- 2012: Pro meritis scientiae et litterarum des Freistaats Bayern
- 2013: „Награда Жан Паул“
- 2016: Stifterstipendium Oberplan/Horní Planá
- 2017: „Баварска награда за книга“ (номинация)
- 2017: „Награда Розвита“
- 2017: „Награда Вилхелм Раабе (2000)“ für Justizpalast